# مارك كيسي
مارك كيسي (بالإنجليزية: Mark Casey)‏ (9 أكتوبر 1982 بغلاسكو في المملكة المتحدة - ) هو لاعب كرة قدم بريطاني في مركز الدفاع. لعب مع باتريك أتلتيك ونادي بورتسموث ونادي سلتيك ونادي كلايد وجلينفتون أثلتيك ‏ ونادي ألبيون روفرز ونادي آير يونايتد.

## وصلات خارجية
- مارك كيسي على موقع قاعدة بيانات كرة القدم.إي يو (الإنجليزية)
- مارك كيسي على موقع Soccerbase.com (لاعب) (الإنجليزية)